# بيت الروبي (فلم)
بيت الروبي هو فيلم كوميدي مصري صدر سنة 2023، من إخراج بيتر ميمي، وإنتاج تامر مرسي، وكتابة محمد الدباح، وريم القماش، ومن بطولة كريم عبد العزيز، كريم محمود عبد العزيز، نور، تارا عماد، محمد عبد الرحمن، وحاتم صلاح.

## ملخص القصة
يتناول العمل قصة المهندس إبراهيم الروبي الذي تتعرض زوجته لأزمة ضخمة يلجأ بعدها للهروب من المدينة والابتعاد إلى مكان منعزل، ويعيش هناك لسنوات، ولكنه يعود مجددًا بسبب ظروف طارئة على حياته، مما يجعله يتعرض لكثير من المواقف الصعبة التي تغير مسارات حياته ويعود شبح الأزمة القديمة لمطاردته وزوجته.

## طاقم التمثيل
- كريم عبد العزيز في دور الزوج إبراهيم الروبي.
- نور في دور الزوجة إيمان الروبي.
- كريم محمود عبد العزيز، يلعب دور الأخ الأصغر إيهاب الروبي.
- تارا عماد في دور بهيرة.
- محمد عبد الرحمن في دور بيبو الروبي.
- حاتم صلاح في دور جودت المحامي.
- سارة عبد الرحمن في دور نانسي.
- مصطفى أبو سريع في دور شهاب.
- معاذ جاد في دور شريف الروبي.[5]

## الإستقبال

### إيرادات شباك التذاكر
في 20 يوليو 2023، منذ طرح الفيلم قبل عيد الأضحى حقق الفيلم أرقاما قياسية في وقت قليل، حيث وصلت إجمالي الإيرادات إلي 100 مليون و 373 ألف جنيه خلال أقل من شهر عرض.

## وصلات خارجية
- مقالات تستعمل روابط فنية بلا صلة مع ويكي بيانات